# Drôle de métier
Albums de Johnny Hallyday
En V.O.
(1984) Rock'n'Roll Attitude
(1985)
Singles
1. Mon p'tit loup (ça va faire mal)
Sortie : 20 mars 1984
2. Drôle de métier
Sortie : 7 juin 1984

Drôle de métier est le 32e album studio de Johnny Hallyday, il sort le 30 mars 1984.
L'album, réalisé par Pierre Billon, est enregistré à Nashville au studio Sound Emporium Studio.

## Autour de l'album
Drôle de métier est la 7e réalisation de Pierre Billon pour Johnny Hallyday.
Sorti le 24 février 1984, le coffret Nashville 84 présente les albums Drôle de métier et Spécial Enfants du Rock, qui sortent individuellement le 30 mars 1984. Les deux opus sont également partiellement publiés sur le Johnny Hallyday 84 en direct et en studio - Drôle de métier pour les Enfants du Rock (référence Philips 818642-2), qui inclut onze titres de l'album Drôle de métier et cinq de l'album Spécial Enfants du Rock.
De ces enregistrements, trois titres restent inédits jusqu'en 1993 (année où ils sont publiés à l'occasion de la sortie d'une intégrale en 40 CD) :
- CD N°26 / Référence Originale : 6512488-2

1. Éperdument : droits réservés
2. Un homme simple (Simple Mind) : droit réservés
3. Chouette la vie (Shake, Rattle and Roll) : Calhoun - adaptation Georges Aber

Il a été extrait de l'album les 45 tours suivants :
20 mars : Mon p'tit loup (ça va faire mal), Casualty Of Love / Référence Originale : 818871-7. (ce 45 tours existe sous deux pochettes différentes).
juin : Drôle de métier, Blue Suede Shoes (en duo avec Carl Perkins) / Référence Originale : 880072-7.

## Liste des titres
| 1.  | Mon p'tit loup (ça va faire mal) ((Betty Lou Is Going Out Tonight)                    | Pierre Billon, Johnny Hallyday (adaptation)    | Bob Seger                                   |  |
| 2.  | Nashville blues (Nashville Blues)                                                     | Pierre Billon (adaptation)                     | Felice Bryant, Boudleaux Bryant             |  |
| 3.  | Toi tais-toi                                                                          | Pierre Billon, Claude Lemesle, Johnny Hallyday | Éric Bouad, Érick Bamy                      |  |
| 4.  | Saoule à mourir                                                                       | Pierre Billon, Claude Lemesle                  | Johnny Hallyday, Érick Bamy                 |  |
| 5.  | Je sais que tu ne peux pas trouver mieux ailleurs (I Betcha You Gonna Like It)        | Pierre Billon, Long Chris (adaptation)         | Buddy Killen, Robert Riley                  |  |
| 6.  | Génération banlieue (Looking For The Next Best Thing)                                 | Serge Loupiens, Johnny Hallyday (adaptation)   | Kenny Edwards, LeRoy Marinell, Warren Zevon |  |
| 7.  | J'aimerais pouvoir encore souffrir comme ça (I Wish That I Could Hurt This Way Again) | Pierre Billon, Long Chris                      | Curly Putman, Rafe VanHoy, Don Cook         |  |
| 8.  | Au jour le jour                                                                       | Bob Decout, Johnny Hallyday                    | Bruno Victoire                              |  |
| 9.  | Drôle de métier                                                                       | Johnny Hallyday, Pierre Billon                 | Éric Bouad                                  |  |
| 10. | La tournée                                                                            | Pierre Billon, Éric Bouad                      | Érick Bamy, Johnny Hallyday                 |  |
| 11. | J'ai du sentiment pour toi                                                            | Pierre Billon, Claude Lemesle                  | Johnny Hallyday, Pierre Billon              |  |
| 12. | Quand ça vous brise le cœur (That's When Your Heartache Begins)                       | Georges Aber, Johnny Hallyday (adaptation)     | Fred Fisher, William Raskin, Billy Hill     |  |

## Musiciens
- Guitare : Reggie Young, Dales Sellers, Russ Hicks
- Basse : Mike Leech, Éric Bouad
- Contrebasse : Jack Williams
- Batterie : Kenneth Buttrey, Gene Chrisman
- Piano : Marcus "Pig" Robbins
- Harmonica : Charlie McCoy
- Cuivres : Georges Tipwell, Terry Head, Denis Solee, Denis Goode
- Violon (solo) : Carl Gorodetsky
- Violons : Nashville String Machine (en)
- Chœurs : Lea Jane Berinati, Karen Taylor Goove, Jody Rodman, Érick Bamy, Pierre Billon

## Crédits
- Enregistré de mars 1983 à janvier 1984 aux studios de Nashville Sound Emporium et Fanta Prof Services
- Ingénieur du son : Charlie Talent
- Réalisation : Pierre Billon